# Nazareth Illit
Nazareth Illit (Nazerat Illit) (Hebraisk: נָצְרַת עִלִּית) er en hurtigt voksende jødisk by i nedre Galilæa nordøst for Nazareth grundlagt i 1956. Det smukke bjergrige landskab omkring Nazareth Illit, den friske luft og nærheden til det gamle historiske og hellige Nazareth tiltrækker mange mennesker og turister.
Nazareth Illit er det lokale center for industri, handel og offentlige institutioner i regionen. Byen har meget industri (fem industrizoner med bl.a. tekstilfabrikker, fødevarer, elektronik og flere samlefabrikker), hvor ca. halvdelen af de beskæftigede arbejder.
Nazareth Illit har ca. 44.000 indbyggere.